# Мехряков Андрій Павлович
Андрій Павлович Мехряков (1999—2023) — солдат збройних сил України, учасник російсько-української війни.

## Життєпис
Народився 14 липня 1999 року в Херсоні.
До повномасштабної війни працював діджеєм. 
З початком повномасштабного вторгнення став до лав батальйону ТрО «Азов», який пізніше увійшов до складу 3-ї окремої штурмової бригади.
Загинув 4 квітня 2023 року в Бахмуті.

## Нагороди
- Орден «За мужність» III ступеня[1].